# BlazBlue: Calamity Trigger
BlazBlue: Calamity Trigger (яп. ブレイブルー カラミティ トリガー Бурейбуру: Карамити Торига:) — видеоигра в жанре файтинг, разработанная японской компанией Arc System Works, первая в одноимённой серии игр.
Игра выполнена в традиционном для разработчика стиле аниме-мультипликации, и считается наследником предыдущей серии игр Guilty Gear. Боевая система очень похожа на систему предшественника, хотя и имеет свои особенности.
В 2010 году вышло продолжение игры — BlazBlue: Continuum Shift

## Игровой процесс
BlazBlue — двухмерный спрайтовый файтинг, в котором два игрока сходятся между собой в бою, состоящем из нечётного количества раундов (по внутренней терминологии — мятежей [англ. Rebel]; ср. дуэли в Guilty Gear). Чтобы одержать победу в одном раунде, один из игроков должен либо свести к нулю шкалу здоровья у другого игрока посредством имеющегося набора приёмов, либо сохранить как можно большее количество здоровья к моменту истечения времени.
В игре используются кнопки направлений, 4 кнопки атаки (A, B, C и D), Start и Taunt. A, B и C предназначены для слабой, средней и сильной атаки соответственно. Кнопка D отвечает за так называемый драйв (англ. Drive) — уникальную способность каждого персонажа.
Каждый персонаж имеет свой набор специальных и суперприёмов (по внутренней терминологии — Distortion Drive), выполняемых при нажатии определённой комбинации направлений и удара. Distortion Drive требует для выполнения 50 % линейки Heat, которая наполняется при атаках по противнику или блокировании его атак по вам. Так же каждый персонаж может выполнять Astral Heat, атаку, которая при удачном попадании по противнику гарантированно убивает его. Однако для выполнения этой атаки требуется выполнение некоторых условий: это должен быть последний раунд боя (при игре до двух побед у соперников должно быть по победе в одном раунде), у выполняющего должна быть заполненная на 100 % линейка Heat и у его противника должно быть меньше 20 % от очков здоровья.
Броски в BlazBlue являются командными и выполняются одновременным нажатием B+C. При этом противник может разорвать захват, одновременно нажав эти же кнопки. Разрыв возможен во время появления зелёного восклицательного знака, если бросок произведен вне комбо или двух фиолетовых, если бросок выполнен во время проведения комбо. При этом длительность времени возможного разрыва броска больше во втором случае.
Наряду с различными атаками в BlazBlue есть три типа блока: Basic Block (обычный блок), Instant Block (мгновенный блок) и Barrier Block (блок барьером). Первый выполняется нажатием кнопки «назад» во время атаки противника, третий — одновременным нажатием назад+A+B. Instant Block несколько сложнее. Он выполняется нажатием «назад» за 8 фреймов (0,13 секунд) до попадания атаки противника по спрайту персонажа. Это техника сложна для выполнения, но даёт некоторые ощутимые преимущества для блокирующего.
Особенность использования Barrier Block состоит в том, что он тратит линейку Barrier. Если линейка опустошится, то персонаж попадает в состояние Danger: урон по нему будет увеличен в полтора раза и нельзя будет пользоваться Barrier Block’ом до того, как линейка восстановится на 50 %.
К «продвинутым» техникам можно отнести Rapid Cancel, Counter Assault и Barrier Burst.
Rapid Cancel выполняется одновременным нажатием трёх атакующих кнопок при попадании хитбокса удара или прожектайла по противнику. Мгновенно переводит игрока в нейтральное состояние. Требует 50 % Heat.
Counter Assault выполняется одновременным нажатием вперёд и двух атакующих кнопок во время блокирования атак противника. Игрок производит контратаку, в течение которой он неуязвим для противника. Требует 50 % Heat.
Barrier Burst выполняется одновременным нажатием всех четырёх атакующих кнопок. Вокруг игрока происходит взрыв, который отбрасывает противника. Также опустошает Barrier Gauge и переводит игрока в состояние Danger до конца раунда. Требует непустой линейки Barrier.
Игровые персонажи
- Рагна Бладэдж
- Джин Кисараги
- Ноэль Вермиллион
- Рейчел Алукард
- Таокака
- Айрон Тейгер
- Лайчи Фэй-Линь
- Аракуне
- Карл Кловер
- Банг Шишигами
- Хакумен
- Ню -No.13-

## Сюжет
Основной сюжет игры разворачивается 31 декабря 2199 года через сто лет после Первой Войны Магии (также известной, как Тёмная Война), во время которой Шесть Героев (Six Heroes) победили Чёрного Зверя (Black Beast), который мог полностью уничтожить человечество. Герои дали людям возможность использовать магические формулы (Ars magus), синтез науки и магии.
После исчезновения Героев человечество создало всемирную организацию по контролю информации (Novus Orbis Librarium (NOL) или просто The Library), которая управляла населением с помощью формул. Однако социальное и экономическое неравенство между теми, кто мог использовать магию и теми, кто не мог этого делать, привели ко Второй Магической войне (Second War of Ars Magus) также известной как гражданская война Икаруги . После победы в войне, NOL ужесточила законы и казнила всех, кто выступал против неё.
Сюжет Calamity Trigger начинается с декабря 2199 года. Главный герой серии Рагна Бладедж (Ragna the Bloodedge) уничтожает несколько отделений NOL. В ответ на это Рагна был назван преступником SS класса и за его голову была назначена самая большая награда за историю человечества. Немалую роль сыграл и тот факт, что Рагна обладает лазурным гримуаром (Blazblue). На охоту за героем отправляются почти все персонажи игры…

## Отзывы критиков
| Сводный рейтинг       | Сводный рейтинг                         |
| Агрегатор             | Оценка                                  |
| --------------------- | --------------------------------------- |
| GameRankings          | X360: 86,04 % PS3: 87,41 % PSP: 81,17 % |
| Metacritic            | 89 / 100                                |
| Иноязычные издания    |                                         |
| Издание               | Оценка                                  |
| 1UP.com               | A                                       |
| Destructoid           | 8/10                                    |
| Eurogamer             | 9 / 10                                  |
| Game Informer         | 7,75 / 10                               |
| GameSpot              | 8 / 10                                  |
| GameSpy               | [ 12 ]                                  |
| GameTrailers          | 9 / 10                                  |
| IGN                   | 9,4 / 10                                |
| Русскоязычные издания |                                         |
| Издание               | Оценка                                  |
| Absolute Games        | 88 %                                    |
| «Игромания»           | 8,0 / 10                                |

Консольные версии игры получили высокие оценки от игровых обозревателей. Согласно сайту-агрегатору GameRankings, игра заслужила 88 % положительных оценок, Metacritic оценил её на 89 %. Похвалы удостоилось разнообразие игрового процесса, необычное ввиду сравнительно небольшого числа персонажей, и очень хороший, по мнению критиков, онлайновый режим. Обозреватели, впрочем, критиковали запутанный и полный неясностей сюжет, отличавшийся от характерных для файтингов простых сценариев.
Обе консольные версии в первую неделю продаж в Японии занимали места в первой десятке наиболее продаваемых игр.
Версия для PlayStation 3 стояла на пятом месте с 34 000 проданных копий, а версия для Xbox 360 — на шестом с 25 000 копий.
В 2009 году Calamity Trigger номинировалась на премию «Файтинг года» американского кабельного канала Spike, но уступила Street Fighter IV.